# Paśupati

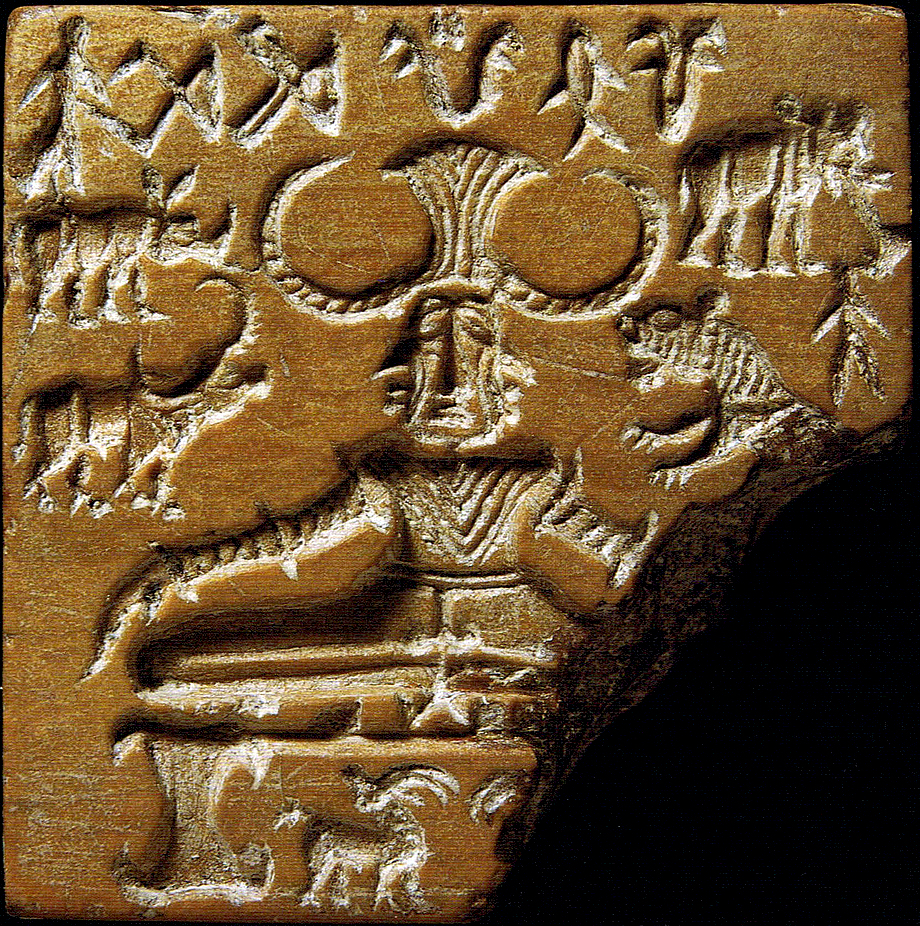
Sigillo raffigurante la divinità della Civiltà della valle dell'Indo identificato come proto-Paśupati. Raffigura la divinità Paśupati in forma antropomorfica, con il pene eretto, forse in una postura "yogica" e il volto a tre facce munito di un'acconciatura a forma di corna. Tale figura, posta su una pedana, è circondata da un bufalo, un rinoceronte, un elefante e una tigre, sotto la pedana sono poste due capre (o forse cervi).

Paśupati o Pashupati (devanagari: पशुपति), letteralmente "signore del bestiame" è il nome attribuito a una divinità del pantheon hindu che viene individuato fin nei sigilli della Civiltà della valle dell'Indo, laddove è raffigurato circondato da un certo numero di animali.

## Storia

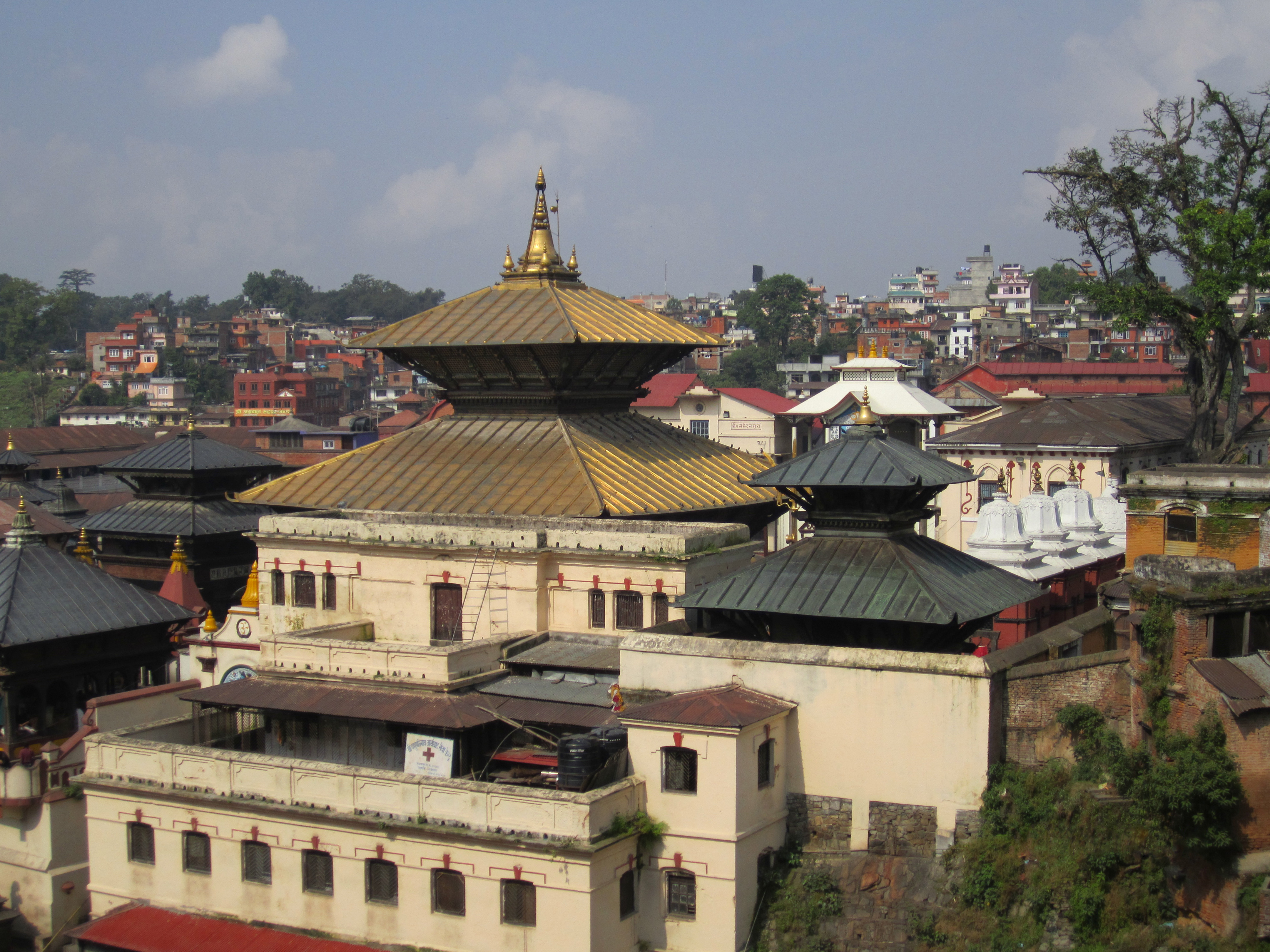
Tempio di Pashupatinath a Kathmandu, in Nepal.

In India questo appellativo verrà attribuita a diverse figure divine, innanzitutto a Śiva nell'induismo, specie in Nepal, ma anche al dio vedico Puṣan che nel Ṛgveda è identificato come il signore degli animali. L'indologia ha dibattuto a lungo sull'identità di questa figura che, nelle rappresentazioni vallinde, si può accostare ad altre divinità "cornute" come Cernunnos presso i Celti e lo stesso Pan tra i Greci.